# Sharkskin (textil)

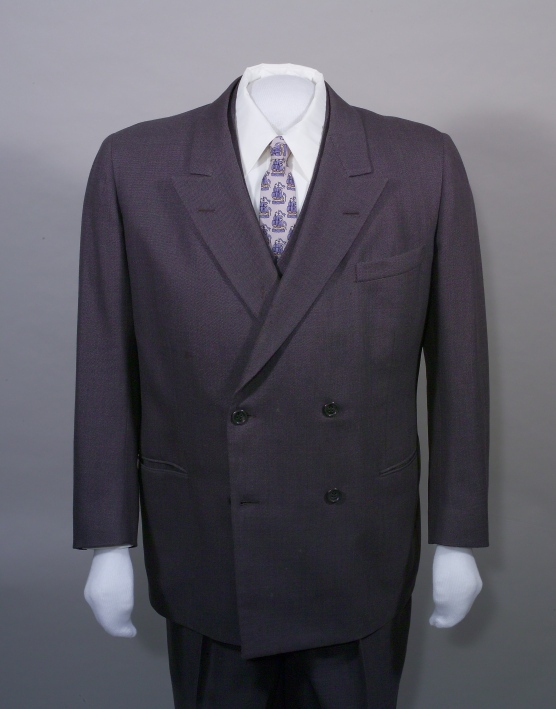
Oblek prezidenta Trumana ze sharkskinu (kolem roku 1950)

Sharkskin (žraločí kůže) je plošná textilie, která se v odborné literatuře popisuje v následujících verzích:
1. Osnovní pletenina ze syntetických přízí ve vazební kombinaci dvou proti sobě kladených řad nití z jednolícního uzavřeného trikotu a uzavřeného saténu nebo trikotu s uzavřeným sametem. Na lícní straně jsou viditelné platinové obloučky oček trikotové vazby.
Tato málo roztažná pletenina s hladkým povrchem se používá např. na potiskované bytové textilie, podšívku na oděvy k potápění a surfování i na svrchní oděvy. 
2. Trvanlivá tkanina, obvykle z česané (méně často z mykané) vlny v keprové nebo panamové vazbě. Časté je vzorování z bílé a barevné niti, jejichž vazba běží diagonálně proti sobě.
3. Kadeřavá hladká tkanina v panamové vazbě s matným povrchem (daným finální úpravou), obvykle z viskózového nebo acetátového filamentu.